# アナトリアン・ロック
アナトリアン・ロック（英語: Anatolian rock）、トルコ語でアナドル・ロック（トルコ語: Anadolu rock）は、トルコの民族音楽とロックの融合である。1960年代半ば、トルコでロック・グループが人気を博した直後に登場した。このジャンルで最も有名なのは、モーラル（Moğollar）、カータラン・エクスプレス（Kurtalan Ekspres）、3ハレル（3 Hürel）などのバンドとともに、バルシュ・マンチョ、ジェム・カラジャ、エルキン・コライ、セルダ・バージャン、フィクレト・クズロクなどのトルコのミュージシャンがいる。
日本人の耳には、どこか演歌の様に聞こえてくる、哀愁を帯びた曲調に特徴がある。

## 歴史と発展

### 背景（1930年代-1960年代）
アナトリアン・ロックには、数十年前のトルコ共和国の設立にさかのぼる長い歴史がある。現代トルコの建国の父であるアタテュルクは、1930年代初頭以降、国民的な音楽形式を構築するために広範な変化を推し進めた。アタテュルクは、音楽の変化は、国家的および現代的な基礎とミュージシャンに基づくものであり、トルコのメロディーに取り組み、西洋のハーモニー音楽の規則に従ってポリフォニーにする必要があると信じていた。その結果、アナトリアの民俗音楽が広まり始め、人々はオスマン音楽の代わりにアナトリアの民謡を聴くようになった。
1950年代、ロックンロール音楽が演奏され始め、ビートルズ、ローリング・ストーンズ、レッド・ツェッペリン、イエス、ステイタス・クォー、オメガなどのロック・グループが特にイスタンブールで人気を博した。それは広がり始め、街のエリートの若者の間で人気を博した。イスタンブールでは、高校生と大学生が独自のバンドを結成し、1957年にロックン・ロールやツイスト・ミュージックのカバーを演奏し始めた。ガラタサライ高校のバルシュ・マンチョやドイツ高校のエルキン・コライなど、後に有名な歌手となる学生たちは、トルコで最初のロックンロール・コンサートとして知られる、彼らが主催したアマチュア・コンサートに出演した。 エロル・ピュユルブルチ（Erol Büyükburç）などのトルコの歌手は、アメリカの楽曲の英語によるカバー・バージョンと自分の曲をリリースし始めた。

### アナトリアン・ロックとトルコ・サイケデリック・ロックの黄金時代（1960年代-1980年代）
1957年、トルコのラジオ局はトルネイドースやザ・ベンチャーズによるサーフ・ロックを流し、エルヴィス・プレスリーやビル・ヘイリーの映画がトルコの映画館で上映された。これはエルキン・コライのようなミュージシャンにインスピレーションを与え、1957年には新しいエレクトリック・ギターを使ってロックン・ロールの曲のカバー・バージョンを作り始めた。1960年代初頭までに、トルコのグループは、ザ・シャドウズやザ・ベンチャーズなどのインストゥルメンタルを演奏し始めた。多くの場合、地元で人気のあるパフォーマーであるが、これらのトルコのグループが録音されることはめったになかった。最初のオリジナルのトルコ語のポップ・ソングは、1964年にティムール・セルチュク（Timur Selçuk）によってリリースされた「Ayrılanlar İçin」であった。 バルシュ・マンチョを含む他の歌手も登場した。バルシュ・マンチョは1960年代初頭に最初に録音した後、1970年代に『2023』(1975年) などのアルバムでトルコのロック・ミュージックの成長を先導し、アナトリアン・ロックの父となった。同時に、トルコ社会は、この地域での複数政党制民主主義の成長を含む、重要な文化的変化を経験し始めた。
トルコ国内のロック・ミュージック・シーンは、1960年代半ばから後半にかけて急速に拡大した。 1963年、エルキン・コライは、トルコ語で書かれた最初のロックンロール・ソングと見なされている「ある9月の夜」（Bir Eylül Akşamı）を発表し、トルコのサイケデリック・ロックという新時代を開いた。1968年から1975年頃にかけて、サイケデリック・ロックがトルコで人気を博し、特にギタリスト、エルキン・コライは「イスタンブールの音楽シーンで非常に影響力のある人物」と見なされていた。バンドのモーラル（Moğollar）は、「アナトリアの民俗音楽の要素を取り入れてトルコのロックの風景を変えた」と評価されており、フランスで「Les Mogols」名義でレコーディングした後、彼らの音楽ジャンルを「アナドル・ポップ (Anadolu Pop)」と名付けた。もう一人のパイオニアであるフィクレット・クズロックは、アナドル・ポップのスタイルをあからさまに政治的な歌詞と組み合わせ、エレクトロニック・ミュージックの実験を行った。
トルコのミュージシャンは、競争の激しいヨーロッパの音楽祭にも定期的に出演した。1964年、テュライ・ジャーマンはバルカン音楽祭で「ブルチャク・タルラス」をボサノヴァ風に演奏し、すぐに人気を博した。直接的な結果として、「ヒュッリイェト」紙は「ゴールデン マイク」（Altın Mikrofon）コンペティションを開催し 、トルコのフォーク曲と西洋スタイルを融合させた新しい曲の開発を奨励した。これは、グループのMavi Işıklar、Silüetler、ミュージシャンのCem Karaca、Edip Akbayram、Selçuk Alagöz、および彼の姉妹Rana Alagözを含む、新世代のミュージシャンを特定するのに役立った。ファイナリストには、シングル・レコードを録音する機会と、全国ツアーが与えられた。その結果、大都市以外の人々がこのジャンルにさらされるようになった。

### アナトリア・ロック時代の終焉 (1980年代)
アナトリアン・ロックは1970年代後半まで人気があった。これらの時代に、何人かのミュージシャンは一般の人々を支援する立場をとっている。そのような人の一人がセルダ・バージャンであった。 バージャンのようなミュージシャンは、人々と直接話すことができた。若者にとって、ポピュラー音楽は左翼思想、より大きな平等、自由、労働者の権利への抗議の代名詞となった。これらの芸術家の左翼的見解は、彼らを当局に慕わなかった。 1970年代までに経済不況と社会不安がトルコ全土で発生し、1980年9月12日の軍事クーデターにより、アナトリアのロック・ジャンルは終焉を迎えた。左翼のロッカーは弾圧に直面し、陰鬱な政治的雰囲気が1980年代のメランコリックなアラベスクジャンルの人気を高めた。
クーデターの後、ロック・ミュージシャンは演奏を禁止され、ジェム・カラジャなどの多くのアーティストが国外に逃亡し、一部は投獄された。

### トルコ・ロックの時代（1990年代以降）
トルコで他のロックのジャンルが人気を博するにつれて、アナトリアのロックも多様化し始め、この時期に生まれたトルコのロックは、その伝統的なルーツであるアナトリアのスタイルからかけ離れており、民俗音楽とは何の関係もなかった。
ここ数十年で、ドゥマン、モル・ヴェ・オテシ、ゲセ・ヨルキュラーリ、アルモラ、クルバン、カーゴ、ベガ、チレケシュ、レッド、グリピン、マンガなどのトルコのロック・バンドが成長し、マンガは「ベスト・ロック・バンド」を獲得した。2005年のほぼすべての世論調査で賞を受賞。さらに、ドイツへのトルコ人の移住によって、トルコにルーツを持つ数バンドがドイツで進化していった。1980年代には別のグループとして、Ünlü（1981年以降、当初はFahrstuhlという名前）とTrial（1985年以降）が活動していた 。これらすべてのバンドに影響を与えたものは、シアトル・サウンドからヘヴィメタル、ドゥームメタル、ラップコアまで、幅広いジャンルに及ぶ。したがって、アナトリアのロックは、伝統的なトルコのサウンドまたはトルコ語の歌詞を含むロック・ミュージックと、幅広い西洋のロックのサブジャンルとの融合を指す。このような文化的融合が、トルコでロック・ミュージックが発展する道を切り開いた。
アイナ、ムラト・ゲーバカン、ハルク・レヴェント、シェブネム・フェラ、バリシュ・アカルス、オギュン・サンリソイ、デミール・デミルカン、ハイコ・ツェプキン、アスリ・ギョクシュ、ネヴ、アイリン・アスリム、エムレ・アイドゥン、キラチ、オズレム・テキン、そしてテオマンなどの成功を収めた個々のロック・パフォーマーもいる。1980年代の終わりまでに、Mezarkabul (Pentagram) やDikenなどのいくつかのメタル・グループがトルコで形成された。

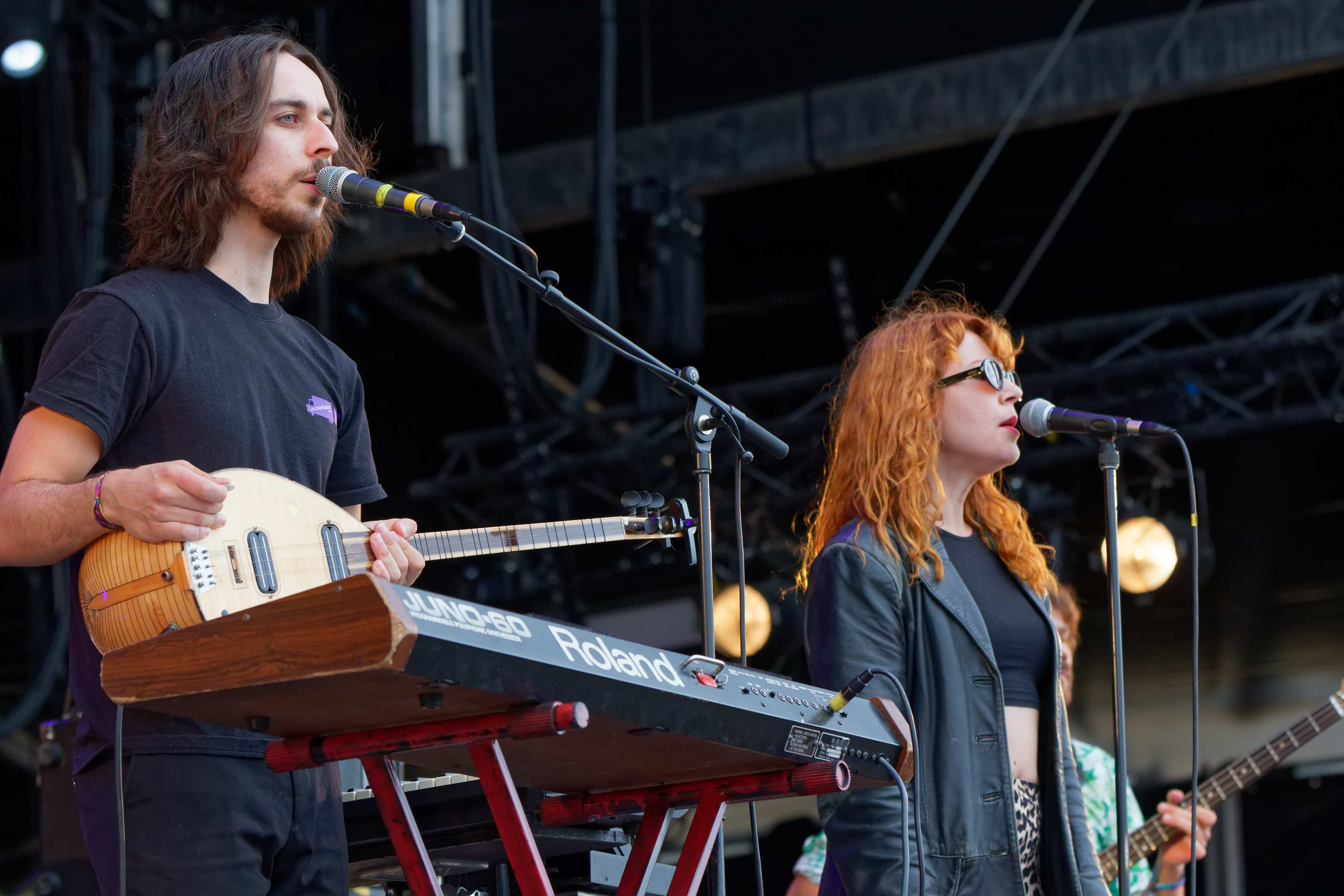
2018年のフェスティバル・デ・ヴィエイユ・シャリュのアルトゥン・ギュン。

### 2010年代
2010年代後半には、トルコの歌手ガイ・ス・アクヨルや、Palmiyeler、Ayyuka、Makas、オランダのアナトリアン・ロック・バンドであるAltın Günといったバンドなど、民謡とロックを調和させるロック・ミュージシャンやバンドが登場した。2014年、アナトリア・ロックの文化を保存し、未来の世代に伝えるというビジョンを持って、アナトリア・ロック・リバイバル・プロジェクトが開始された。

## 関連するミュージシャンとバンド
- バルシュ・マンチョ（Barış Manço）
- ジェム・カラジャ（Cem Karaca）
- エルキン・コライ（Erkin Koray）
- セルダ・バージャン（Selda Bağcan）
- フィクレト・クズロク（Fikret Kızılok）
- セルチュク・アラゴズ（Selçuk Alagöz）
- エディップ・アクバイラム（Edip Akbayram）
- エロル・ピュユルブルチ（Erol Büyükburç）
- オズデミル・エルドアン（Ozdemir Erdoğan）
- ザフェル・ディレク（Zafer Dilek）
- トゥーレイ・ジャーマン（Tülay German）
- ビュレント・オルタチギル（Bülent Ortaçgil）
- アルパイ（Alpay）
- エルクト・タチュン（Erkut Taçkın）
- カヒト（Cahit）
- エルセン・ディンレテン（Ersen Dinleten）
- モーラル（Moğollar）
- カルダシュラル（Kardaşlar）
- アパスラー（Apaşlar）
- Kaygısızlar
- Ersen ve Dadaşlar
- Haramiler
- Harmoniler
- Mavi Işıklar
- Silüetler
- Mazhar ve Fuat
- 3ハレル（3 Hürel）
- カータラン・エクスプレス（Kurtalan Ekspres）
- Hardal
- Grup Çağrışım
- Modern Folk çlüsülü